# Unternehmenstheater

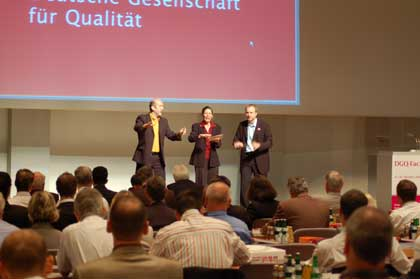
Drei Schauspieler bei der Eröffnung einer Konferenz mit den Mitteln des Unternehmenstheaters

Unternehmenstheater ist der Sammelbegriff für verschiedene Methoden, Theater in Betrieben und Unternehmen für und mit den Mitarbeitern einzusetzen. 
Beispiele sind das in Augsburg ansässige THEATER-INTERAKTIV, welches seit 2024 auch unter dem Namen Best of Safety Unternehmenstheater im Bereich Arbeitssicherheit anbietet und das 1988 von Ernst Meibeck und Wolfgang Lüchtrath gegründete Mentagen – Institut für unbeschränktes Heitertum, das unter diesem Begriff bis 1993 Theaterproduktionen für Unternehmen anbot.

## Unterschiede
Einfache Formen des Unternehmenstheaters sind eventartige Auftritte professioneller Schauspieler(innen) zwecks Motivation und Unterhaltung der Belegschaft. Zwischen Kabarett und musikalischer Aufführung sind hier vielfältige Formen der Unterhaltung möglich.
Qualifizierte Formen werden gemeinsam mit den Mitarbeitern der Unternehmen entwickelt und sind möglichst genau auf deren Arbeitssituationen sowie die Entwicklung und aktuelle Veränderungen im Betrieb abgestimmt. Zu diesem Zweck werden mitunter Zuschauer als Mitwirkende in die Aufführung integriert. Hier sind manche der sehr gebräuchlichen Improvisationstheater anzusiedeln. Je individueller die Inszenierung zugeschnitten ist, desto einfacher fallen den Mitarbeitern die Identifikation und der Transfer auf die eigene Arbeitssituation. Da Veränderungssituationen in Unternehmen häufig von hoher Emotionalität der Mitarbeiter begleitet sind, wird gerade in diesen Situationen auf das Unternehmenstheater zurückgegriffen. Das Unternehmenstheater ist in der Lage, Emotionen stellvertretend darzustellen, Handlungsalternativen anzubieten und den Zuschauer/die Zuschauerin für neue Perspektiven zu öffnen.
Trainingsorientierte Formen bringen die Mitarbeiter der Betriebe selbst zur Inszenierung und manchmal auch zur Vorstellung ihrer zu verändernden Situationen und Arbeitsbedingungen. Dabei werden Theater-Methoden zum Training für zukünftiges Handeln, auch in brisanten Konfliktsituationen, genutzt. Da diese Szenen meist nur für ein internes Publikum gespielt werden, ist diese Arbeitsweise in der Theaterwissenschaft nicht sehr bekannt.

## Arbeitsweisen und Ziele
Mit trainingsorientiertem Unternehmenstheater kann eine Problemstellung der Teilnehmer
- von diesen ausgesprochen und ins Bild gebracht,
- von ihnen selbst durch das Spiel der anderen distanziert,
- durch das identifizierende Handeln des Publikums verändert werden.

So entstehen durch Improvisationstechniken und den Einsatz von spezialisierten Unternehmenstheater-Schauspielern bei interaktiven Theaterinterventionen beobachtbare und imitierbare Verhaltensalternativen. Eine in Unternehmen gebräuchliche Methode stellt die Themenorientierte Improvisation dar. Ebenfalls im Unternehmen eingesetzt werden Forumtheater und Playbacktheater.
Übergänge gibt es hier zu den Beratungsmethoden der Unternehmens-Aufstellung (Arbeitsabläufe bis Zusammenarbeit) und der partizipativen Personalentwicklung, die allerdings keineswegs nur in Unternehmen mit flacher Hierarchie durchführbar sind. Gerade große Unternehmen mit vielen Hierarchiestufen bedienen sich häufig der Unternehmenstheater, da eine große Anzahl von Mitarbeitern mit ähnlichen Entwicklungsanliegen nur sehr kostenintensiv mit herkömmlichen Schulungen bedient werden kann. Psychologische Deutungen und pauschalisierende Persönlichkeitsmuster als Mittel des Unternehmenstheaters kommen u. U. Personalentwickler entgegen, werden aber von den Mitarbeitern eher kritisch aufgenommen und sind daher umstritten.